# Thomas Sadoski
Thomas Sadoski (New Haven, Connecticut, 1 de julio de 1976) es un actor estadounidense. Fue nominado al Premio Tony como mejor actor por la obra Reasons to be pretty.
Nació en New Haven, Connecticut, y fue criado en College Station, Texas. Abandonó la Universidad del Norte de Texas después de un semestre y estudió actuación en el programa del Circle in the Square Theatre.
Hizo su debut como actor de teatro en 1999, en la obra Gemini, en el Second Stage Theatre. Debutó en Broadway con Reckless, junto a Mary Louise Parker; después de lo cual trabajó en producciones off-Broadway como reasons to be pretty, All This Intimacy, Stay, Where We're Born y The Joke. Además interpretó a Touchstone/Stephano en Como gustéis, dirigida por Sam Mendes, estrenada en enero de 2010 en la Brooklyn Academy of Music.
Desde 2007 hasta el 2015, Sadoski estuvo casado con Kim Hope. Se divorció de ella en octubre de 2015. En marzo de 2016, comenzó a salir con la actriz Amanda Seyfried y el 12 de septiembre de 2016, anunció su compromiso con ella. El 30 de noviembre de 2016, la pareja anunció que estaban esperando su primer hijo juntos. Se casaron el 12 de marzo de 2017. El 24 de marzo de 2017, la pareja anunció el nacimiento de su hija Nina. En septiembre de 2020 se confirmó el nacimiento de su segundo hijo, un varón.